# Hagsfeld
Hagsfeld ist ein Stadtteil von Karlsruhe in Baden-Württemberg und grenzt im Norden an den Stutenseer Stadtteil Blankenloch, im Nordosten an Weingarten und an folgende Karlsruher Stadtteile an: im Osten an Grötzingen, im Südosten an Durlach, im Süden an Rintheim und im Westen an die Waldstadt.

## Geschichte

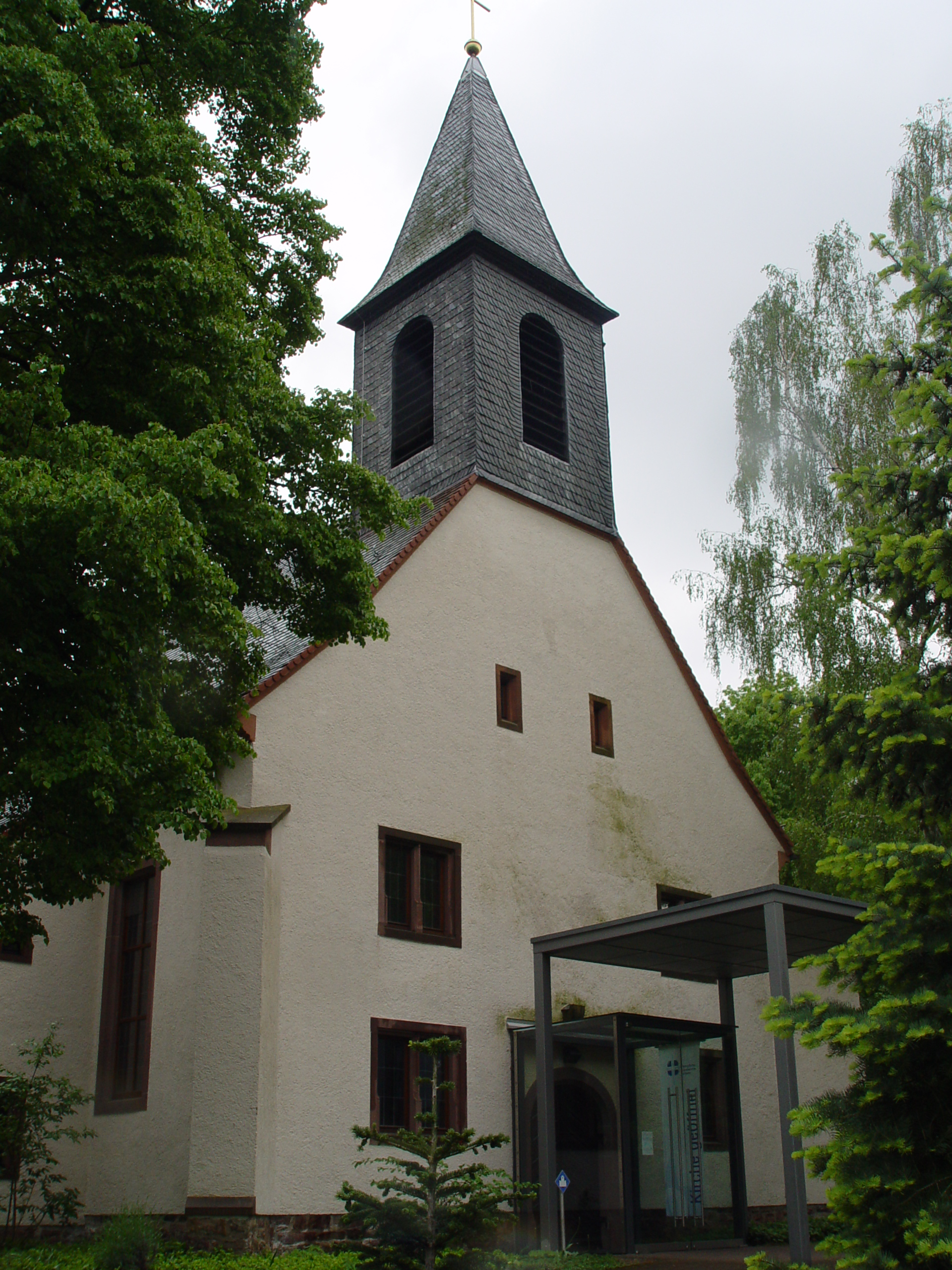
Laurentiuskirche Hagsfeld

Im Jahre 991 wird Hagsfeld zum ersten Mal als „Habachesfelt“ erwähnt. Einer Überlieferung zufolge rührt der Name daher, dass eine neue Gemeinde auf einem Feld voller Habachen (wahrscheinlich Bäume) errichtet worden sei.
Am 2. Dezember 1261 bestätigte Papst Urban IV. die Zugehörigkeit von „Hagesvelt“ mit all seinen Höfen zum Kloster Gottesaue. Markgraf Jakob I. vermachte 1453 Hagsfeld seinem Sohn Georg. Die Laurentiuskirche sowie der Friedhof wurden 1499 ebenfalls als Eigentum des Klosters Gottesaue erwähnt.
Der Dreißigjährige Krieg forderte auch in Hagsfeld viele Opfer, so dass es 1650 noch 45 Einwohner zählte. 1851 umfasste Hagsfeld 110 Häuser, in denen insgesamt 908 Einwohner wohnten.
Die Freiwillige Feuerwehr Hagsfeld wurde 1874 gegründet und 1895 ein erster Bahnhof erbaut. Die erste Gaslinie folgte 1909, die Einwohnerzahl stieg im Jahr 1911 auf 2000 Einwohner an.
In der Zeit des Nationalsozialismus wurden 1933 die Freie Turnerschaft und der Arbeitersportverein verboten. Am 1. April 1938 wurde Hagsfeld mit 2962 Einwohnern in die Stadt Karlsruhe eingemeindet. Am 24./25. April 1944 luden fehlgeleitete britische Flugzeuge die für den Karlsruher Bahnhofsbereich bestimmten Bomben unter anderem über Hagsfeld ab; der Ort wurde zum größten Teil zerstört.

## Wappen
Blasonierung: „In Blau ein silbernes Dorfzeichen (Hausmarke), bestehend aus Deichselkopfschaft mit Mittelkreuzsprosse und Sparrenfuß.“

## Forschung
Das Technologiezentrum Wasser (TZW) des DVGW befindet sich auf der Gemarkung von Hagsfeld. Forschungsschwerpunkte sind Mikrobiologie und Analytik. Auch regionale Gewässer werden laufend untersucht.

## Sport
Im Westen von Hagsfeld liegen der Traugott-Bender-Sportpark, in dem zahlreiche Sportarten angeboten werden, und das Fächerbad, ein Sport- und Freizeitbad.

### Fußball, Tennis
Im Allgemeinen Sportverein (ASV) Hagsfeld wird in Hagsfeld Fußball gespielt. Der Verein wurde 1907 gegründet und verfügt über zwei Rasenplätze mit Flutlicht. Neben Fußball bietet der Verein auch eine Tennisabteilung an, wofür sechs Tennis-Sandplätze genutzt werden können.

### Handball
Die Vereinte Turnerschaft Hagsfeld (VTH) war der einzige Verein mit einer Handballabteilung in Hagsfeld. Diese gibt es jedoch seit 2004 nicht mehr.

## Bildung

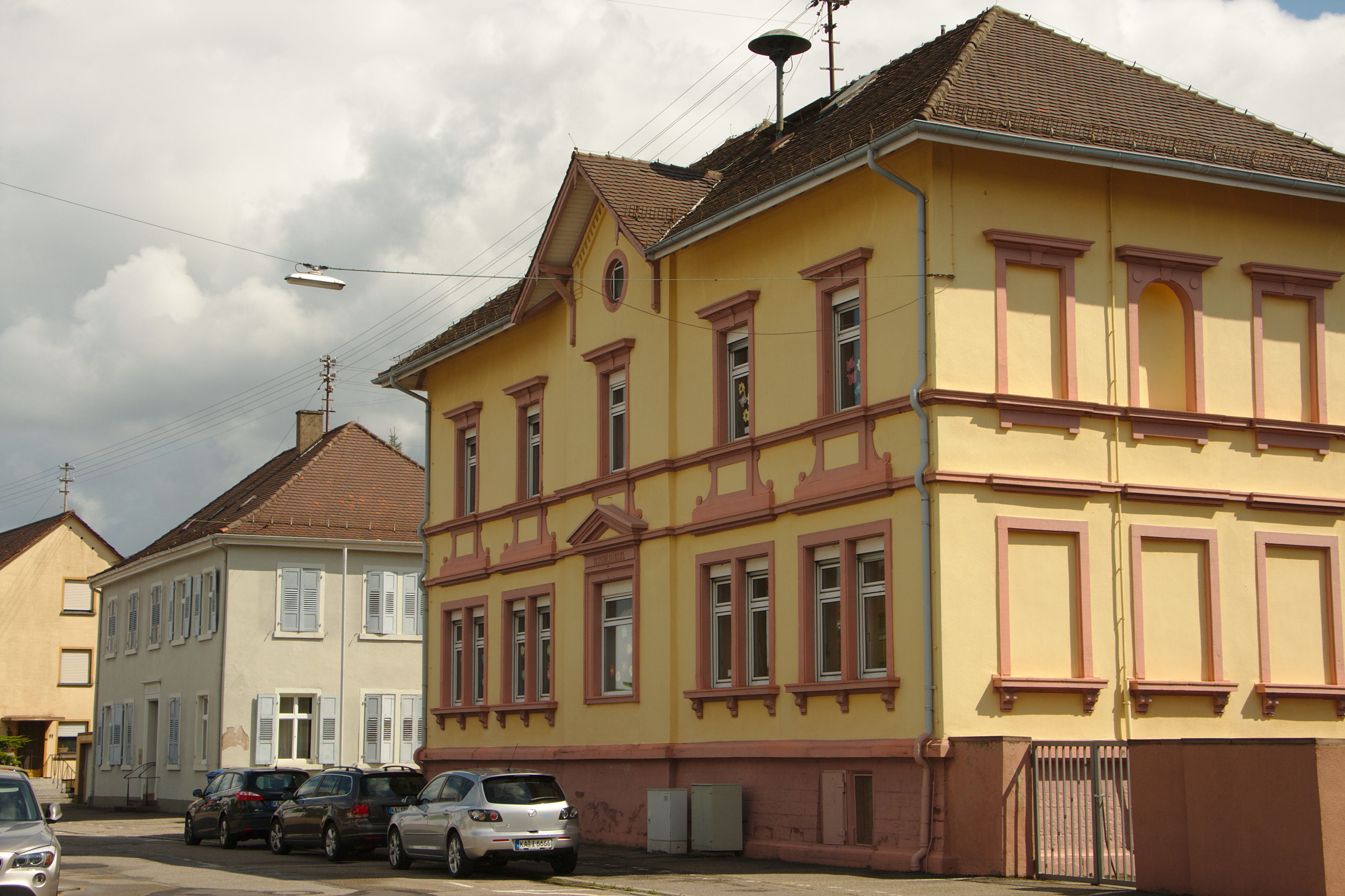
Das Alte (links) und das Mittlere Schulhaus

Nachdem 1656 zum ersten Mal ein Lehrer erwähnt wurde, folgte 1754 die Erbauung eines ersten Schulhauses.
Die einzige Schule in Hagsfeld ist die Grundschule Hagsfeld mit zurzeit ca. 300 Schülern. Die Karl Stockmeyer Schule, eine Parzival-Schule, befindet sich im Aufbau.
Alle anderen Schulformen befinden sich im angrenzenden Stadtteil Waldstadt.
Dort gibt es ein Gymnasium (Otto-Hahn-Gymnasium), zwei Grund- und Hauptschulen mit Werkrealschule (Ernst-Reuter-Schule als Ganztagesschule und die Eichendorff-Schule), eine Waldorfschule, sowie eine Europäische Schule.

## Kerwe
Jedes Jahr findet am zweiten Septemberwochenende in Hagsfeld eine Kerwe auf dem Gelände der Schule und der Feuerwehr statt.